# Guineische Fußballnationalmannschaft der Frauen
Die guineische Fußballnationalmannschaft der Frauen repräsentiert Guinea im internationalen Frauenfußball.
Die Nationalmannschaft spielte ihr erstes Länderspiel am
4. Mai 1991 in Nigeria gegen die Nigerianische Fußballnationalmannschaft der Frauen im Rahmen der Fußball-Afrikameisterschaft der Frauen 1991. In dem Turnier feierte man auch mit dem Halbfinaleinzug den größten Triumph der Geschichte. Nationaltrainer ist seit 2004 der Meistertrainer des Olympique de Guinée und U-23 Coach der Männer Fabert Camara.

## Teilnahme an Turnieren

### Weltmeisterschaft
- 1991: nicht qualifiziert
- 1995: nicht teilgenommen
- 1999: nicht qualifiziert
- 2003: nicht teilgenommen
- 2007: nicht qualifiziert
- 2011: nicht qualifiziert
- 2015: nicht teilgenommen
- 2019: nicht teilgenommen
- 2023: nicht qualifiziert
- 2027: nicht qualifiziert

### Afrikameisterschaft
- 1991: Halbfinale
- 1995: verzichtet
- 1998: nicht qualifiziert
- 2000: nicht teilgenommen
- 2002: nicht teilgenommen
- 2004: nicht qualifiziert
- 2006: nicht qualifiziert
- 2008: nicht qualifiziert
- 2010: nicht qualifiziert
- 2012: nicht qualifiziert
- 2014: nicht teilgenommen
- 2016: nicht qualifiziert
- 2018: nicht teilgenommen
- 2022: nicht qualifiziert
- 2025: nicht qualifiziert
- 2026: nicht qualifiziert

### Afrikaspiele
- 2003: nicht teilgenommen
- 2007: nicht teilgenommen
- 2011: zurückgezogen
- 2015: nicht teilgenommen